# إدوارد هازن باركر
إدوارد هازن باركر (بالإنجليزية: Edward Hazen Parker)‏ هو عالم وظائف الأعضاء وطبيب وشاعر أمريكي، ولد في 1823، وتوفي في 9 نوفمبر 1896.